# Kyle Kaiser

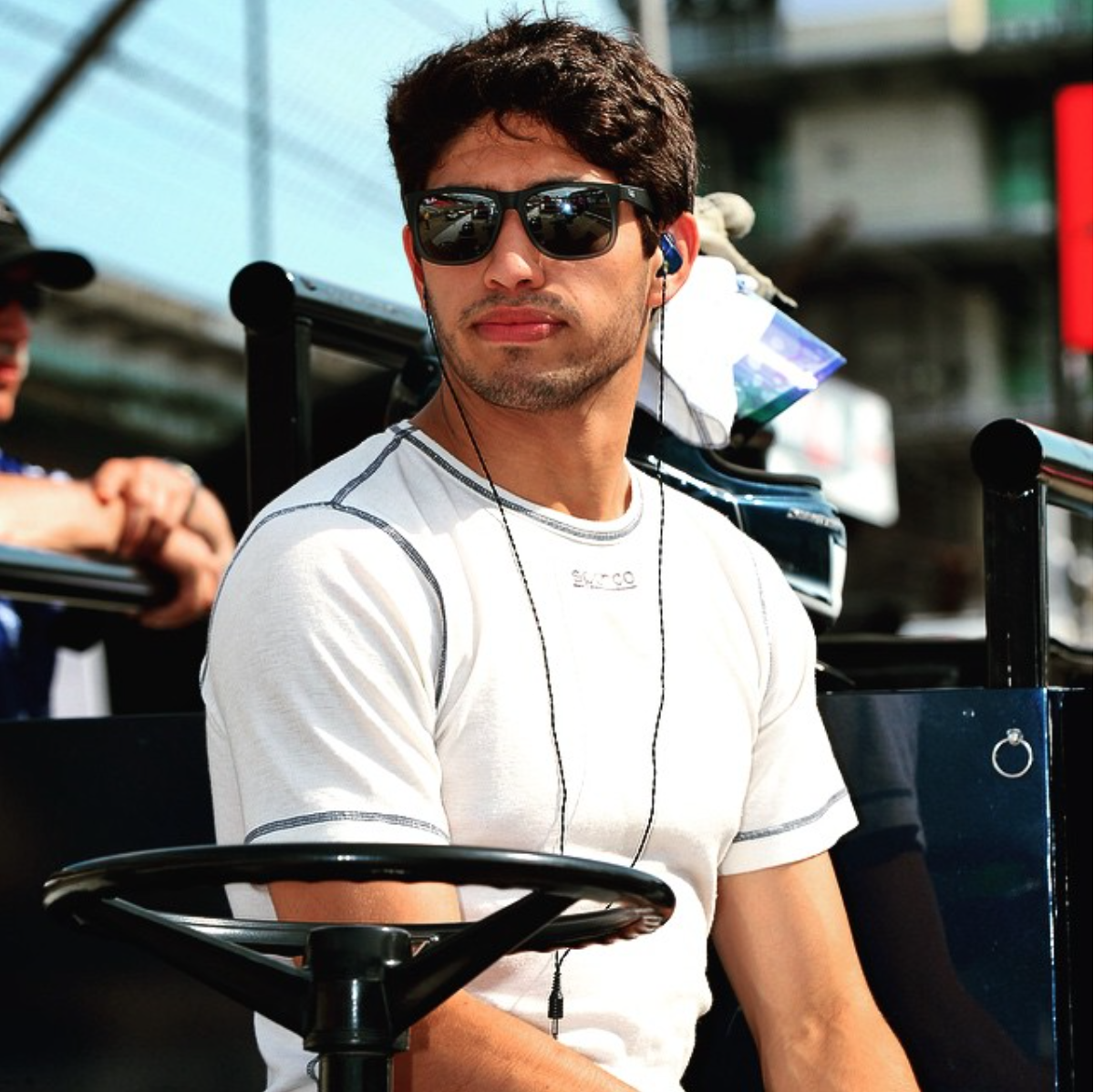
Kyle Kaiser

Kyle Kaiser (* 5. März 1996 in Santa Clara, Kalifornien) ist ein US-amerikanischer Automobilrennfahrer. 2018 und 2019 trat er in der IndyCar Series an.

## Karriere
Kaiser begann seine Motorsportkarriere 2003 im Kartsport, in dem er bis 2011 aktiv blieb. Darüber hinaus debütierte Kaiser 2010 im Formelsport und nahm an der Skip Barber Western Regional Championship teil. Er erreichte den zweiten Platz und wurde in der darauf folgenden Saison Gesamtdritter. Darüber hinaus fuhr er 2011 bei zwei Rennen der Skip Barber National Championship. Im Winter 2011/12 fuhr Kaiser in der Formula Car Challenge Winterserie in der PFM-Klasse. 2012 trat Kaiser in der Westküsten-Meisterschaft der Formula Car Challenge und gewann die PFM-Klasse. Außerdem wurde er Vierter in der nationalen Serie der Formula Car Challenge. Darüber hinaus ging Kaiser zu zwei Rennen der Star Mazda Championship für World Speed Motorsports an den Start.
2013 blieb Kaiser bei World Speed Motorsports und trat in der Pro Mazda Championship an, die aus der Star Mazda Championship hervorgegangen war. Mit zwei fünften Plätzen als beste Resultate beendete er die Saison auf dem siebten Platz. 2014 blieb Kaiser in der Pro Mazda Championship und wechselte zu Juncos Racing. Zunächst wurde er Sechster in der Winterserie, die sein Teamkollege Spencer Pigot gewann. In der anschließenden Hauptserie gewann Kaiser ein Rennen und stand bei weiteren drei Rennen auf dem Podium. Er erreichte auch hier den sechsten Platz, während Pigot erneut den Titel für sich entschied.
2015 blieb Kaiser zusammen mit Pigot bei Juncos Racing und die beiden wechselten in die Indy Lights. Kaiser erreichte einen zweiten Platz als bestes Resultat und schloss die Meisterschaft auf dem sechsten Rang ab. Intern unterlag er erneut Pigot, der abermals Meister wurde. 2016 absolvierte Kaiser seine zweite Indy-Lights-Saison für Juncos Racing. In Avondale gewann er sein erstes Indy-Lights-Rennen. Ein weiterer Sieg folgte in Monterey. Er beendete die Saison auf dem dritten Platz im Gesamtklassement. 2017 wurde er Meister in der Indy-Lights-Serie. Mit Juncos Racing nahm er 2018 an einigen Rennen der IndyCar Series teil. Er war einer von drei Fahrern, die sich das Cockpit im Laufe der Saison teilten. Mit vier Starts erreichte er den 30. Platz in der Gesamtwertung. 2019 traten Juncos und Kaiser bei zwei Rennen an. Nach einem Unfall im Training für das Indy 500 stand der Start mit dem sponsorlosen Wagen kurzzeitig auf der Kippe. In der Qualifikation verdrängte er dann Fernando Alonso vom 33. Startplatz, so dass dieser nicht teilnehmen durfte. Im Rennen schied Kaiser nach 71 Runden mit einem Dreher in die Mauer aus. Neben den IndyCar-Rennen trat er für Juncos Racing in drei Rennen der IMSA WeatherTech SportsCar Championship an.

## Statistik

### Karrierestationen
| - 2003–2011: Kartsport - 2010: Skip Barber, Western (Platz 2) - 2011: Skip Barber, Western (Platz 3) - 2011: Skip Barber National Championship (Platz 13) - 2012: Formula Car Challenge, Winter PFM (Platz 5) - 2012: Formula Car Challenge, West PFM (Meister) | - 2012: Formula Car Challenge, PFM (Platz 4) - 2012: Star Mazda Championship - 2013: Pro Mazda Championship (Platz 7) - 2014: Pro Mazda Winterfest (Platz 6) - 2014: Pro Mazda Championship (Platz 6) - 2015: Indy Lights (Platz 6) | - 2016: Indy Lights (Platz 3) - 2017: Indy Lights (Meister) - 2018: IndyCar Series (Platz 30) - 2019: IndyCar Series (Platz 32) - 2019: WSCC, DPi (Platz 21) |

### Einzelergebnisse in der Indy Lights
| Jahr | Team          | 1   | 2   | 3   | 4   | 5   | 6    | 7    | 8    | 9   | 10  | 11  | 12  | 13  | 14  | 15  | 16  | 17  | 18  | Punkte | Rang |
| ---- | ------------- | --- | --- | --- | --- | --- | ---- | ---- | ---- | --- | --- | --- | --- | --- | --- | --- | --- | --- | --- | ------ | ---- |
| 2015 | Juncos Racing | STP | STP | LBH | BAR | BAR | INDY | INDY | INDY | TOR | TOR | MIL | IOW | MDO | MDO | LAG | LAG |     |     | 237    | 6.   |
| 2015 | Juncos Racing | 5   | 5   | 12  | 8   | 12  | 12   | 6    | 5    | 3   | 9   | 9   | 4   | 4   | 11  | 2   | 10  |     |     | 237    | 6.   |
| 2016 | Juncos Racing | STP | STP | PHO | BAR | BAR | INDY | INDY | INDY | ROA | ROA | IOW | TOR | TOR | MDO | MDO | WGL | LAG | LAG | 334    | 3.   |
| 2016 | Juncos Racing | 3   | 2   | 1*  | 15  | 6   | 6    | 3    | 16   | 6   | 6   | 6   | 3   | 3   | 9   | 6   | 4   | 1*  | 3   | 334    | 3.   |

### Einzelergebnisse in der IndyCar Series
| Jahr | Team          | 1   | 2   | 3   | 4   | 5   | 6    | 7   | 8   | 9   | 10  | 11  | 12  | 13  | 14  | 15  | 16  | 17  | Punkte | Rang |
| ---- | ------------- | --- | --- | --- | --- | --- | ---- | --- | --- | --- | --- | --- | --- | --- | --- | --- | --- | --- | ------ | ---- |
| 2018 | Juncos Racing | STP | PHO | LBH | ALA | IMS | INDY | DET | DET | TXS | ROA | IOW | TOR | MDO | POC | STL | POR | SNM | 45     | 30.  |
| 2018 | Juncos Racing |     | 21  | 16  |     | 19° | 2917 |     |     |     |     |     |     |     |     |     |     |     | 45     | 30.  |
| 2019 | Juncos Racing | STP | COA | ALA | LBH | IMS | INDY | DET | DET | TXS | ROA | TOR | IOW | MDO | POC | STL | POR | LAG | 22     | 32.  |
| 2019 | Juncos Racing |     | 18  |     |     |     | 3133 |     |     |     |     |     |     |     |     |     |     |     | 22     | 32.  |

(Legende)